# Cinobrasta bradavička
Cinobrasta bradivička (znanstveno ime Nectria cinnabarina), tudi cinobrasta izpuščajka, je neužitna zaprtotrosna mikrogliva iz reda Hypocreales, ki v naravi opravlja vlogo razkrojevalca in drugotnega zajedavca. Prizadane ok. 50 vrst listavcev (gozdne, sadne, okrasne), ne glede na starost drevesa; okuži jih prek ranjenih vej ali skorje ter suhih vejic. Prepoznavna je po rdečkastih mehurčkastih oz. bradavičastih tvorbah, zlasti na suhih vejah. Po najnovejših raziskavah naj bi šlo za soživno skupnost 4 vrst.

## Opis
Cinobrasta bradavička je majhna gliva, ki se pojavlja v spolni in nespolni obliki. Anamorf se na drevju pojavi konec zime ali pa tudi že prej kot množica posameznih mehurčkov rožnate do oranžnkasto rdeče barve s premerom 1,5 mm, teleomorf pa spomladi v obliki bradavicam podobnih skupkov oz. kroglic cinobraste ali temno rdeče barve. Premer takšne "bradavice" je ok. 2 mm, posejana pa je z več periteciji premera 0,2-0,3 mm. Le-te sestavljajo drobne, lahko rahlo razširjene cevčice (65-80 × 8-10 μm), v katerih se razvijejo preproste, brezbarvne, gladke septirane spore; so rahlo zožene in podobne podplatu. Dolge so 15-25 in široke 5-9 μm. Konidiji anamorfa so valjasto, lahko tudi pakrožno sploščeni, ravni ali rahlo ukrivljeni ter neseptirani, merijo pa 5,2–7 × 1,9–2,7 μm.
Obe obliki lahko na drevesu obstajata hkrati, vendar askospore v teleomorfu dozorijo šele jeseni. Dotlej gliva tudi izgubi živahno barvo in postane bledo rjavkasta. 
Glivo spremlja značilna sušica poganjkov in skorje, zaradi glivnih izločkov se spremeni tudi barva lesa.

## Rastišče
Cinobrasta bradavička je razširjena po vsej Evropi in Severni Ameriki. V srednjeevropskih gozdovih je pogosta kot saprofitna gliva, pri šibkih drevesih pa lahko prerase v zajedavca. Je nezahtevna in pogosta tudi na sveže podrtem drevju. Pojavlja se zlasti na javorju, brestu, lipi, gabru, bukvi, robiniji, divjem kostanju in ribezu. Okuži že odmrle vejice, ki pa so še vedno prekrite s skorjo.

## Poimenovanje in taksonomija
Glivo je prvi opisal Tode, in sicer je leta 1790 opisal njeno nespolno obliko in jo poimenoval Tubercularia vulgaris. Leta 1791 je določil še spolno obliko, a jo je imel za drugo vrsto, od tod poimenovanje Sphaeria cinnabarina. Šele Elias Magnus Fries je 1849 ugotovil, da gre pravzaprav za isto vrsto, ki jo je uvrstil v rod Nectaria. Poznamo več različkov in oblik, za katere se je nekoč domnevalo, da so samostojne vrste, molekularne raziskave pa so pokazale, da gre pri vseh za isto vrsto, Nectria cinnabarina. Glede na razvitost sporodohijev ločimo še nekaj vrst: Nectria asiatica nahajamo v Aziji in jo prepoznamo po kratkopecljatih sporodohijih, Nectria dematiosa ima nepecljate ali pa jih sploh nima, Nectria nigrescens pa ima trojno septirane askospore.
Ker je ločevanje vrst znotraj rodu Nectria zelo zahtevno in pogosto mogoče le pod mikroskopom, obstaja več deset znanstvenih sinonimov, npr. 
- Tubercularia confluens Pers. 1801
- Cucurbitaria cinnabarina (Tode) Grev. 1825
- Sphaeria cinnabarina O. G. Costa 1857
- Tubercularia purpurata (Corda) Sacc. 1886
- Cucurbitaria ochracea (Grev. & Fr.) Kuntze 1898
- Nectria amygdalina (P. Karst.) Mussat 1900
- Nectria cinnabarina var. ribis (Tode) Wollenw. 1930[5]
- Nectria fuscopurpurea Wakef. 1928[6]
- Nectria purpurea (L.) G.W. Wilson & Seaver 1907[7]
- Cucurbitaria ochracea (Grev. & Fr.) Kuntze 1898[8]
- Cucurbitaria purpurea (L.) Kuntze 1898[9]
- Knyaria purpurea (L.) Pound & Clem. 1897[10]
- Knyaria vulgaris (Tode) Kuntze 1891[6]
- Nectria ochracea (Grev. ex Fr.) Sacc. & Roum. 1875[11]
- Sphaeria cinnabarina O.G. Costa 1857[6]
- Sphaeria ochracea Grev. ex Fr. 1828[12]
- Cucurbitaria cinnabarina (Tode) Grev. 1825[6]
- Ephedrosphaera decolorans (Pers.) Dumort. 1822[13]
- Sphaeria cinnabarina Pers. 1818[14]
- Sphaeria fragiformis Sowerby 1803[15]
- Sphaeria decolorans Pers. 1801[6]
- Tubercularia confluens Pers. 1801[16]
- Sphaeria decolorans var. decolorans Pers. 1801[6]
- Sphaeria cinnabarina Tode 1791[17]
- Helvella purpurea (L.) Schreb. 1771[18]
- Tremella purpurea L. 1763[6]
- Nectria ribis Niessl[19]

Še vedno pa velja, da so samostojne vrste rdeča in kasneje črna Nectria coryli, ki navadno raste na leski, redkeje topolu in vrbah,  Nectria pinea, ki se pojavlja na iglavcih, in škrlatna do krvava Nectria sanguinea, ki je najpogostejša na brezah.
Wollenweber (1926, 1930) ločuje tri različke: Nectria cinnabarina var. minor ima manjše askospore in konidije, Nectria cinnabarina var. dendroidea pa dolge, pecljate sporodohije; o obstoju tretjega različka  Nectria cinnabarina var. ribis (= N. ribis), za katerega naj bi bili značilni večji askospore in konidiji, je dvomil Jøgensen, ki je o tem leta 1952 napisal razpravo.